# 博羅烏溪鱂
博羅烏溪鱂，為輻鰭魚綱鯉齒目鰕鱂亞目溪鱂科的其中一種，為熱帶淡水魚，分布於南美洲巴西巴拉圭河上游的桑塔那河流域，體長可達2.5公分，棲息在雨林覆蓋的沼澤淺水域，生活習性不明。

## 擴展閱讀
維基物種上的相關：博羅烏溪鱂